# 今泉吉典
今泉 吉典（いまいずみ よしのり、1914年3月11日 - 2007年4月2日）は、日本の動物学者。学位は理学博士（北海道大学・1961年）。国立科学博物館名誉館員。
主にネズミなどの小型哺乳類を研究対象としていたが、ニホンオオカミや1965年に発見されたイリオモテヤマネコの記載・研究を行ったことで知られる。
息子の今泉吉晴、今泉忠明も動物学者。孫の今泉勇人も動物についての共著がある。
『ぐりとぐら』の体色は今泉吉典の研究室にあったオレンジ色のネズミの標本がヒントになっている。

## 研究

### イリオモテヤマネコ
1965年（昭和40年）動物作家の戸川幸夫から，西表島の「ヤマネコ」の毛皮、頭骨、写真などを入手したという報せを受けた。その時は今泉は大きな期待を抱いてはいなかったが、3月14日に開催された日本哺乳動物学会例会の席上で「ヤマネコ」の毛皮と頭骨を見せられた時、イエネコでないのはもちろん、東アジアに分布するベンガルヤマネコとも異なっていると見られたため、標本や写真を借りて精査し、既知のヤマネコとは異なる新種らしいと判断した。今泉は、形態、形質、行動上から、現生の他のあらゆるネコ類との違いがはっきりしてきたので、化石群メタイルルス族の近縁種と考えた。
しかしその後，遺伝子解析による分子系統学の分析法が発達した結果、独立種ではなく、約20万年前に西表島に渡来した、ベンガルヤマネコの亜種に分類された。

### ニホンオオカミ
今泉は著書『原色日本哺乳類図鑑』の中で，精密な絵とともに紹介したニホンオオカミについて「本亜種は1905年頃を境にして絶滅したようである」と述べていたが、その後、ニホンオオカミの頭骨と、ほかのイヌ属の頭骨とを比較検証し、当時の学会の主流となっていたタイリクオオカミの亜種説を切り替え，別種説をとった。
絶滅したといわれてから5年後の1910年（明治43年）に、福井県で捕らえられた野生動物を、今泉はニホンオオカミであると発表した。松平試農場に現れて撲殺されたものの写真が日本哺乳動物学会で紹介されたので、吉行瑞子・国立科学博物館客員研究員と共に写真を鑑定した結果、尾の先端が切断されたように丸く、前脚や後脚が体長に比べて相対的に短いことなどの特徴から、ニホンオオカミと断定した。しかし、剥製標本は福井空襲により焼失しており、ニホンオオカミと確定するには至っていない。
秩父山系では、1996年にニホンオオカミに酷似した動物が撮影された（秩父野犬）。これについてはニホンオオカミであるとする説と、野犬であるという説で専門家の見解が割れている。発見者から写真の提供を受けた今泉は、耳の形や前脚の短さなどオランダのタイプ標本と比較し、12の根拠からニホンオオカミの可能性があるとの見解を示したという。

## 年譜
- 1914年（大正3年）3月11日：宮城県仙台市に生まれる。
- 1923年（大正12年）：戦前の日本哺乳動物学会発足。
- 1935年（昭和10年）：
  - 東京帝国大学（当時）農学部獣医学実科卒業
  - 農林省（当時）林野庁山林局鳥獣調査室にて哺乳類分類学の研究を行う（当時の室長は鳥類学者の内田清之助）。
- 1946年（昭和21年）7月19日：農林省（当時）林野庁山林局鳥獣調査室にて哺乳動物談話会発足。
- 1950年（昭和25年）：国立科学博物館動物学課（後の動物研究部）に勤務。
- 1951年（昭和26年）：哺乳動物學会報第1号発刊。
- 1961年 （昭和36年）：理学博士（北海道大学）（学位論文：「アカネズミ群 Apodemus speciosus groupの分類学的研究 」[8][9]）
- 1962年 （昭和37年）：国立科学博物館動物学課長。
- 1965年（昭和40年） - 1981年（昭和56年）：戦後の日本哺乳動物学会第2代会長
- 1966年（昭和41年）：国立科学博物館動物研究部長。
- 1978年（昭和53年）：国立科学博物館定年退職。
  - 国立科学博物館名誉館員
  - 東京農業大学客員教授
  - その他、動物保護審議会会長、日本捕鯨動物学会会長を歴任[10]。
- 1984年（昭和59年） - 2007年（平成19年）：日本哺乳類学会特別会員
- 2007年（平成19年）4月2日：逝去。享年93。

## 記載した種など
- Myotis mystacinus fujiensis  Imaizumi, 1954 n. subs (フジホオヒゲコウモリ)
- Myotis hosonoi Imaizumi, 1954 n.s.（シナノホオヒゲコウモリ）
- Myotis ozensis  Imaizumi, 1954 n.s.（オゼホオヒゲコウモリ）
- Myotis fraterter kaguyae  Imaizumi, 1956（カグヤコウモリ）
- Pipistrellus endoi  Imaizumi , 1959（モリアブラコウモリ）
- Pipistrellus savii coreensis  Imaizumi , 1955 n.s（コウライオオアブラコウモリ）
- Eptesicus japonensis  Imaizumi , 1953 n.s（クビワコウモリ）
- Nyctalus furvus   Imaizumi & Yoshiyuki , 1968 n.s（コヤマコウモリ）

## 献名された種など
- Mogera imaizumii (Kuroda, 1957)（アズマモグラ)
- Rhinolophus imaizumii Hill & Yoshiyuki, 1980（イリオモテキクガシラコウモリ)

## 著書
- 国立情報学研究所収録著書 国立情報学研究所

- 今泉吉典、高島春雄『動物図絵』国民図書刊行会、1948年。
- 今泉吉典『日本哺乳動物図説 : 分類と生態』洋々書房、1949年。
- 今泉吉典、岡田弥一郎『哺乳類・鳥類・爬虫類・兩日本の動物 . 脊椎動物篇 ; 1』日本出版社、1950年。
- 山階芳麿、宇田川竜男、今泉吉典『野鳥野獣500種 : 携帯図鑑』日本農林社、1954年。
- 今泉吉典『原色日本哺乳類図鑑』保育社、1960年。ISBN 4586300078。
- 三坂和英、今泉吉典『ネズミとモグラの防ぎ方 植物防疫叢書 4 増補改訂版』日本植物防疫協会、1961年。
- Seton, Ernest Thompson、白木茂、今泉吉典『オオカミ王ロボ ; 赤えりウズラ ; だく足の野生馬 ; エリンデールのキツネ ; 名犬ビンゴ ; ぎざ耳ウサギ ; 少年少女シートン動物記 1』偕成社、1962年。
- Seton, Ernest Thompson、白木茂、今泉吉典『灰色グマの一生 ; サンドヒルの雄ジカ ; カラスの王・銀の星 ; ちびすけ軍馬 ; キツネ犬ワリー ; サン少年少女シートン動物記 2』偕成社、1962年。
- Seton, Ernest Thompson、白木茂、今泉吉典『伝書バト・アルノー ; 野ブタの冒険 ; 裏町のすてネコ ; 愛犬ハンク ; フランスのオオカミ王 ; 少年少女シートン動物記 3』偕成社、1962年。
- 今泉吉典、古賀忠道『動物のふしぎ 理科のふしぎシリーズ 5』実業之日本社、1963年。
- 今泉吉典、石田武雄、小松崎茂、太田かおる、坂本貫一、小田忠、清水勝、宇野義雄『動物画集 小学館の絵本 51』小学館、1963年。
- 今泉吉典『どうぶつ 講談社のカラー百科 10』講談社、1964年。
- Bates, Marston、今泉吉典、タイム社ライフ編集部『南アメリカ : 風土と生ライフネーチュアライブラリー』時事通信社、1965年。
- Seton, Ernest Thompson、内山賢次、今泉吉典『動物記 . ネズミの社会少年少女科学名著全集 /13』国土社、1965年。ISBN 4337197133。
- 今泉吉典『動物 スクール図解百科事典 3.動物』講談社、1966年。
- 今泉吉典『動物の分類 : 理論と実際』第一法規出版社、1966年。
- 今泉吉典、薮内正幸、小原秀雄『世界哺乳類図説 限定版』新思潮社、1966年。
- 今泉吉典『動物の世界 学習大百科 5』誠文堂新光社、1967年。
- Morris, Desmond、バリー, ドリスコル、今泉吉典『とらとらいおん 福音館の科学シリーズ 5』福音館書店、1967年。
- 今泉吉典『動物 カラー図鑑百科 1』世界文化社、1967年。
- 今泉吉典、旺文社『動物 旺文社カラー学習図鑑 4』旺文社、1968年。
- 小林峯生、今泉吉典、自然の観察アルバム編集室『日本のけもの』第一法規出版〈自然の観察アルバム 1〉、1970年。
- Seton, Ernest Thompson、白木茂、今泉吉典『峰の王者クラッグ ; 子グマのジョニー ; 少年とヤマネコ ; あばれ馬コーリベイ ; かしこいコヨーテの話 少年少女シートン動物記 / [シートン著 ; 白木茂訳 4]』偕成社、1970年。
- Cornwall, Ian Wolfram、Maitland, Howard M.、今泉吉典『サルから人間へ かがくのほん』福音館書店、1970年。
- Seton, Ernest Thompson、白木茂、今泉吉典『銀ギツネ物語 ; 町の雄スズメ ; 旗尾リスの冒険 ; 子どもを愛したオオカミ ; キルダー川のアライグマ 少年少女シートン動物記 / [シートン著 ; 白木茂訳 5]』偕成社、1970年。
- Seton, Ernest Thompson、白木茂、今泉吉典『タラク山の大グマ ; アナグマと少年 ; ウォスカと子オオカミ ; いたずらザル物語 ; 勇ましいブルテリア ; ウィンディゴールのガン 少年少女シートン動物記 / [シートン著 ; 白木茂訳 6]』偕成社、1970年。
- CornwallIan Wolfram、Maitland, Howard M.、今泉吉典『サルから人間へ 福音館の科学シリーズ』福音館書店、1970年。
- 今泉吉典『日本哺乳動物図説』新思潮社、1970年。
- Bates, Marston、今泉吉典『南アメリカ タイムライフブックス . ライフ大自然シリーズ ; 21』タイムライフインターナショナル、1970年。
- 今泉吉典『アニマルライフ動物の大世界百科』日本メール・オーダー社、1971年。
- Stephen, David、Lockie, James、今泉吉典『自然のしくみ インターナショナル・ライブラリー 5』フレーベル館、1971年。
- 今泉吉典、薮内正幸『いろいろな動物 こどものための三冊の本 第1巻 . かがくの本 ; 1』世界文化社、1971年。
- 川田健、薮内正幸、今泉吉典『しっぽのはたらき はじめてであう科学絵本 1』福音館書店、1972年。
- 今泉吉典、SANDRO NARUDINI『世界のどうぶつ』学習研究社、1973年。
- 今泉吉典、松井孝爾『ほ乳類両生類は虫類百科図鑑 講談社学習大図鑑 8』講談社、1973年。
- Barnett, Lincoln Kinnear、タイム社ライフ編集部、今泉吉典『生物 : その進化と生態』タイムライフブックス、1974年。
- Weyl, Peter K.、Ravielli, Anthony、今泉吉典『人間・アリ・象 : 動物と大きさ かがくのほん』福音館書店、1974年。ISBN 4834013154。
- 小森厚、金尾恵子、今泉吉典『どうぶつのて かがくのとも 59号』福音館書店、1974年。
- 今泉吉典、岡田弥一郎『動物 : ほ乳類・は虫類・両生類 学研中高生図鑑 4』学習研究社、1975年。
- 今泉吉典、今泉吉晴『ネコの世界 平凡社カラー新書 7』平凡社、1975年。
- 今泉吉典、タイムライフブックス編集部『南アメリカ ライフネーチュアライブラリー』タイムライフブックス、1976年。
- Duffey, Eric、今泉吉典『草原の生命 アルダス版講談社自然シリーズ / 講談社出版研究所編 v. 8』講談社、1977年。
- タイムライフブックス編集部、今泉吉典『南アメリカ ライフネーチュアライブラリー  改定版』タイムライフブックス、1978年。
- 今泉吉典、今泉忠明、茶畑哲夫『イリオモテヤマネコ : 南海の秘境に生きる』平凡社、1978年。
- 千代田デイムス・アンド・ムーア株式会社、今泉吉典『下北原子力地点陸上動物現地調査報告書』東北電力,東京電力,千代田デイムス・アンド・ムーア (委託作成)、1979年。
- 今泉吉典『イリオモテヤマネコの発見 こみねライブラリー』小峰書店、1979年。
- Seton, Ernest Thompson、白木茂、今泉吉典『少年少女シートン動物記   改訂版』偕成社、1980年。 NCID BA61512804。
- 今泉吉典『イリオモテヤマネコを追って こみねライブラリー』小峰書店、1980年。
- 今泉吉典、今泉忠明『動物 オルビス学習科学図鑑』学習研究社、1980年。ISBN 4050513323。
- 今泉吉典、今泉忠明『動物 学研版学習科学図鑑』学習研究社、1980年。ISBN 4051042987。
- 今泉吉典『動物と人間のあいだ : 生活の知恵と愛のきびしさ 講談社ゼミナール選書』講談社、1982年。ISBN 4061169858。
- 内田恵太郎、今泉吉典、中川志郎、浅田孝二『稚魚を求めて . ねずみの社会 . われら動物家族 . 愛蝶記 全集日本動物誌 6』講談社、1982年。ISBN 4061477064。
- 今泉吉典『イヌ : このふしぎな動物』教育社、1983年。
- 古賀忠道、今泉吉典『動物 = Animals 旺文社ワイドカラー図鑑 = Obunsha's wide-color pictorial series [9]』旺文社、1983年。
- 小森厚、金尾恵子、今泉吉典『どうぶつのて 特製版かがくのとも』福音館書店、1984年。
- Macdonald, David W. (David Whyte)、今泉吉典『有袋類ほか 動物大百科 6』平凡社、1986年。ISBN 4582545068。
- Macdonald, David W. (David Whyte)、今泉吉典『大型草食獣 動物大百科 4』平凡社、1986年。ISBN 4582545041。
- Macdonald, David W. (David Whyte)、今泉吉典『食肉類 動物大百科 1』平凡社、1986年。ISBN 4582545017。
- Macdonald, David W. (David Whyte)、今泉吉典『小型草食獣 動物大百科 5』平凡社、1986年。ISBN 458254505X。
- 今泉吉典『日本の動物・総索引 動物大百科 20』平凡社、1987年。ISBN 4582545203。
- 今泉吉典『世界哺乳類和名辞典』平凡社、1988年。ISBN 4582107117。
- 今泉吉典『哺乳類誕生へのみち : 大陸移動による哺乳動物の分散 人類の未来を考える本 第6巻』教育社、1989年。ISBN 4315508802。
- 今泉吉典『大陸を渡った動物たち : 哺乳動物の分布 人類の未来を考える本 第7巻』教育社、1989年。ISBN 4315508810。
- 今泉吉典『恐竜はなぜ絶滅したの? : 生物の進化 人類の未来を考える本 第5巻』教育社、1989年。ISBN 4315508799。
- 今泉吉典『自然はしくみをもっている : 自然界の生態系 人類の未来を考える本 第9巻』教育社、1989年。ISBN 4315508837。
- 今泉吉典『冬の眠りからさめて : 生物の環境適応 人類の未来を考える本 第8巻』教育社、1989年。ISBN 4315508829。
- 今泉吉典『森から出てきた人類の祖先 : 人類の誕生と自然生態系の変化 人類の未来を考える本 第10巻』教育社、1989年。ISBN 4315508845。
- Dixon, Dougal、今泉吉典『アフターマン : 人類滅亡後の地球を支配する動物たち』太田出版、1990年。ISBN 4900416827。
- 今泉吉典『分類から進化論へ 平凡社・自然叢書 16』平凡社、1991年。ISBN 4582546161。
- 今泉吉典、吉沢公紀『日本の哺乳動物 日本人の起源 4』教育社、1993年。ISBN 4315513075。
- 今泉吉典、今泉忠明『動物 学習科学図鑑  新訂版』学習研究社、1994年。ISBN 4052025040。
- 今泉忠明、今泉吉典『動物 オルビス学習科学図鑑  新訂版』学習研究社、1994年。ISBN 4052002458。
- 今泉吉典、田中光常、新妻昭夫『マルチメディア哺乳類図鑑 CD-ROM & book . マルチメディア図鑑シリーズ』アスキー、1996年。ISBN 4756115020。
- 今泉吉典『哺乳動物進化論 : 哺乳類の種と種分化』ニュートンプレス、1998年。ISBN 4315515124。
- 田中光常、新妻昭夫、今泉吉典『マルチメディア哺乳類図鑑 CD-ROM & book . マルチメディア図鑑シリーズ』アスキー、1999年。ISBN 4756131026。
- 今泉吉典『日本列島5億年の進化史 : 日本列島のルーツ Newton mook Visual science series』ニュートンプレス、2001年。ISBN 4315516074。
- 今泉吉典『イヌをよく知る本 Newton mook Visual science series』ニュートンプレス、2001年。ISBN 4315516120。
- 今泉吉典『恐竜の世界 Newton mook Visual science series』ニュートンプレス、2001年。ISBN 4315516163。
- 今泉吉典『動物たちを考える本 Newton mook . Visual science series』ニュートンプレス、2001年。ISBN 4315516201。
- Dixon, Dougal、今泉吉典『アフターマン : 人類滅亡後の地球を支配する動物世界』ダイヤモンド社、2004年7月。ISBN 4478860467。
- 今泉吉典『世界哺乳類和名辞典 = A world list of mammals with Japanes』平凡社、2005年10月。ISBN 4256107118。
- 川田健、薮内正幸、今泉吉典『しっぽのはたらき かがくのとも劇場』福音館書店、2011年1月。ISBN 978-4-8340-2588-0。
- 川田健、薮内正幸、今泉吉典『しっぽのはたらき かがくのとも絵本』福音館書店、2012年。

## 論文
- 国立情報学研究所収録論文 国立情報学研究所

- 今泉吉典 (1951), “富士山北面鳴沢村の哺乳類”, 自然科学と博物館 18 (1):  1-9

- 今泉吉典 (1955), “ミズラモグラの分類学的研究〔英文〕”, 国立科学博物館研究報告 2 (1):  ????

- 今泉吉典 (1958), “日本産ホオヒゲコウモリ類について”, 哺乳動物学雑誌 1 (5):  80-83

- 今泉吉典; 遠藤公男 (1959), “岩手県で採集されたチチブコウモリについて”, 哺乳動物学雑誌 1 (6):  127-132

- 今泉吉典 (1959), “日本産アブラコウモリ属の一新種〔英文〕”, 国立科学博物館研究報告 4 (4):  362-371

- 今泉吉典 (1960), “富士山で採集されたシナノホホヒゲコウモリ--特にフジホホヒゲコウモリとの類縁関係について”, 県立富士国立公園博物館研究報告 (山梨県立富士国立公園博物館) 3:  1-6

- 今泉吉典 (1960), “モグラ類の白化について”, 自然科学と博物館 27 (3):  20-28

- 今泉吉典; 吉行瑞子 (1961), “日本産モグラ科に於ける下肢帯の骨学的研究”, 哺乳動物学雑誌 2 (1):  10-14

- 今泉吉典 (1961), “オリイジネズミの分類上の地位について”, 哺乳動物学雑誌 2 (1):  17-22

- 今泉吉典 (1962), “アカネズミ群の種の構成 特に分類における相対値の重要性について〔英文〕-1-”, 国立科学博物館研究報告 5 (4):  163-259

- 今泉吉典 (1962), “日本に現存或は嘗て保存された哺乳類関係の模式標本(Type)の一覧(I)”, 動物分類学会会報 27:  6-10

- 今泉吉典 (1963), “対馬産モモジロコウモリについて”, 哺乳動物学雑誌 2 (2):  53-54

- 今泉吉典 (1963), “コキクガシラコウモリの分類に用いられる諸形質の統計的研究-2-”, 国立科学博物館研究報告 6 (4):  ????

- 今泉吉典; 吉行瑞子 (1965), “日本産オヒキコウモリの分類学的考察”, 哺乳動物学雑誌 2 (4):  105-108

- 今泉吉典 (1965), “奇蹄類その他のいわゆる門歯孔および口蓋裂について”, 哺乳動物学雑誌 2 (5):  131-135

- 今泉吉典; 吉行瑞子; 土屋公幸 (1966), “コウモリの部分白化2例”, 哺乳動物学雑誌 3 (2):  44-45

- 今泉吉典 (1968), “五葉山と早池峰山の小哺乳類 : 特にトウホクチヤネズミの分類学的地位について”, 国立科学博物館専報 1:  84-91

- 今泉吉典 (1968), “いわゆるコヤマコウモリNyctalus noctula motoyoshiiの分類学的地位について”, 哺乳動物学雑誌 4 (2):  35-39

- 今泉吉典; 吉行瑞子; 小原巖; 土屋公幸; 今泉忠明 (1969), “富士山の小哺乳類相-1-哺乳類群集と個体群分布の要因,特に威力競合について”, 哺乳動物学雑誌 4 (3):  63-73

- 今泉吉典 (1969), “三宅島産アカネズミ群の1新種〔英文〕”, 国立科学博物館研究報告 12 (2):  173-178,図1枚

- 今泉吉典 (1969), “韓国の洞窟調査 1966-15-韓国の洞窟をねぐらとするコウモリ類〔英文〕”, 国立科学博物館研究報告 12 (2):  255-272,図2p

- 今泉吉典 (1969), “オオシマアカネズミの腹毛に見られる性的及び季節的多型について”, 哺乳動物学雑誌 4 (4):  102-106

- 今泉吉典 (1970), “対馬の陸棲哺乳類”, 国立科学博物館専報 3:  159-176

- 今泉吉典 (1970), “対馬(および壱岐)とその周辺地域の自然史科学的総合研究の成果の要約”, 国立科学博物館専報 3:  381-395

- 今泉吉典 (1970), “ニホンオオカミの系統的地位について-1-ニホンオオカミの標本”, 哺乳動物学雑誌 5 (1):  27-32

- 今泉吉典 (1970), “ニホンオオカミの系統的地位について-2-イヌ属内での頭骨における類似関係”, 哺乳動物学雑誌 5 (2):  62-66

- 今泉吉典 (1970), “浅間山で発見されたヒメヒミズと,尾長に基づくその系統の考察”, 哺乳動物学雑誌 5 (2):  76-79

- 今泉吉典 (1970), “アズミトガリネズミの新産地”, 哺乳動物学雑誌 5 (1):  22

- 今泉吉典 (1972), “日高の陸棲哺乳類 : とくに固有のヤチネズミ類とその起源について”, 国立科学博物館専報 5:  131-149

- 今泉吉典 (1973), “琉球列島の自然史科学的総合研究 : 実施の趣旨と昭和47年度の調査成績の概要”, 国立科学博物館専報 6:  1-8

- 今泉吉典 (1973), “琉球列島産イノシシの分類学的考察”, 国立科学博物館専報 6:  113-129

- 今泉吉典 (1973), “二項分布に基づく集団の分析法と,その北海道産ヤチネズミ類への適用”, 哺乳動物学雑誌 5 (6):  213-223

- 今泉吉典; 青木淳一; 浅沼靖; 土居祥兌; 小山博滋; 斎藤靖二; 氏家宏 (1974), “琉球列島の自然史科学的総合研究 : 調査経過の概要と研究結果の要約”, 国立科学博物館専報 7:  1-18

- 今泉吉典 (1975), “Lutronectes whiteleyi Grayの分類学的考察”, 哺乳動物学雑誌 6 (3):  127-136

- 今泉吉典 (1976), “目黒時代の内田清之助先生 (内田清之助・清棲幸保両博士追悼号)”, 鳥 25 (99):  5-6

- 国岡宣之; 今泉吉典 (1976), “ミンダナオのフィリピンヒヨケザル”, 哺乳動物学雑誌 7 (1):  44

- 今泉吉典 (1982), “イヌの起源とイヌ科の動物たち (イヌの生物学<特集>)”, 遺伝 36 (5):  4-8

- 吉行瑞子; 今泉吉典 (1986), “佐渡島産トガリネズミの 1 新種”, Bulletin of the National Science Museum. Series A, Zoology 12 (4):  185-193

- 吉行瑞子; 今泉吉典 (1991), “エチゴモグラの分類学的地位”, Bulletin of the National Science Museum. Series A, Zoology 17 (2):  101-110

- 吉行瑞子; 今泉吉典 (1992), “相模原ゴルフクラブで採集されたアズマモグラMogera wogera wogera(Temminck,1843)の大きさの変異-1-”, 神奈川県立博物館研究報告 自然科学 21:  81-98

- 吉行瑞子; 今泉吉典 (2003), “福井城内で射殺されたニホンオオカミ”, Animate 4:  69-72